# English Electric

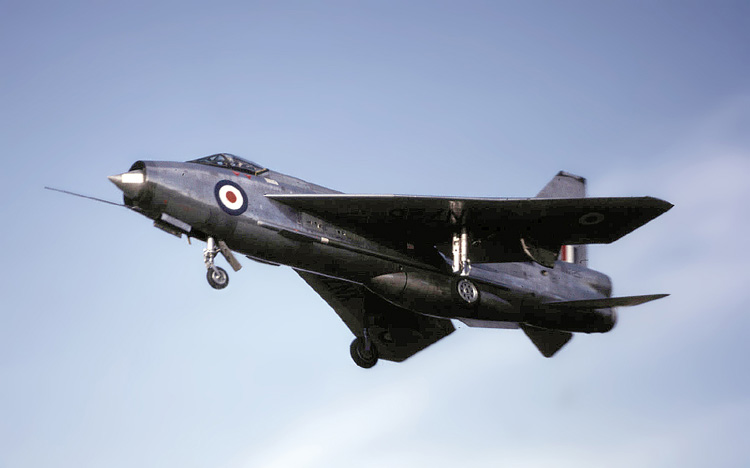
Lightning

The English Electric Company Limited nebo English Electric (EE) byla britská průmyslová společnost, založená v roce 1918. Původně se specializovala na průmyslové elektromotory a transformátory. Její činnost se později rozšířila na výrobu lokomotiv a trakčního zařízení pro železnici, parních turbín, spotřební elektroniky, řízených střel, letadel a počítačů.
I když pod názvem English Electric byla letadel vyrobena jen hrstka, vznikly tu dva mezníky v britském leteckém průmyslu - Canberra a Lightning. English Electric Aircraft se v roce 1960 stala jedním ze zakládajících členů British Aircraft Corporation. Ostatní součásti získala v roce 1968 firma GEC.